# سرگی شاولو
سرگی شاولو (روسی: Серге́й Дмитриевич Шавло؛ زادهٔ ۴ سپتامبر ۱۹۵۶) بازیکن و مربی فوتبال اهل اتحاد جماهیر شوروی سوسیالیستی بود.
از باشگاه‌هایی که در آن بازی کرده‌است می‌توان به باشگاه فوتبال اسپارتاک مسکو، باشگاه فوتبال تورپدو مسکو، باشگاه فوتبال ایسکرا اسمولنسک، و باشگاه فوتبال راپید وین اشاره کرد.
وی همچنین در تیم ملی فوتبال شوروی بازی کرده‌است.